# Hollád
Hollád is een plaats (község) en gemeente in het Hongaarse comitaat Somogy. Hollád telt 297 inwoners (2001).